# Sinningia macrophylla
Sinningia macrophylla là một loài thực vật có hoa trong họ Tai voi. Loài này được (Nees & Mart.) Benth. & Hook.f. ex Fritsch miêu tả khoa học đầu tiên năm 1894.